# Banco GNB (Paraguay)
Banco GNB Paraguay (anteriormente conocido como BBVA Paraguay) es una empresa bancaria Paraguaya, filial de la empresa bancaria colombiana GNB Sudameris.

## Historia
El 18 de julio de 1961, se instaló una sucursal del Banco Exterior de España. En 1968, se constituye la sucursal como una empresa privada paraguaya como Banco Exterior S. A. En 1998, la subsidiaria en Paraguay cambió de nombre a Argentaria Banco Exterior. 
El 18 de abril de 2000, la empresa cambió otra vez de nombre como Banco Bilbao Vizcaya Argentaria Paraguay S.A. El 10 de junio de 2019, BBVA unifica su marca en todo el mundo y BBVA (Paraguay) pasa a denominarse BBVA.
El 7 de agosto de 2019, fue anunciada la venta de la sucursal Paraguay del BBVA al Banco GNB Paraguay S.A. (filial del Banco GNB Sudameris), perteneciente al grupo financiero Jaime Gilinski Bacal, por un valor aproximado de 270 millones de Dólares.